# Стадион Дарен Семи
Стадион Дарен Семи (енгл. Daren Sammy Cricket Ground) раније познат под именом Беаусејоур крикет граунд (Beausejour Cricket Ground), је игралиште за крикет које се налази у близини Грос Иле, Света Луција, стадион има стандардни капацитет седења од 15.000 места. Стадион је завршен 2002. године и тренутно има капацитет од 15.000 гледалаца, са тенденцијом повећања на 20.000.
Дана 5. априла 2016. године објављено је да ће стадион бити преименован у Национални стадион за крикет Дарен Семи, након што је крикет екипа Западне Индије на челу са капитеном Дареном Семиијем победила на Светском првенству у крикету „Твенти20” 2016. године. Овај успех га чини другим капитеном Западне Индије после Клајва Лојда са више светских шампионата ИЦЦа. Једна од трибина ће такође бити названа у част Џонсона Чарлса, који је такође био део тима и 2012. и 2016. године. Своје некадашње име дугује брдима Беаусејоур. Комплекс је изграђен на површини од око 9 хектара. Гостујући тимови имају 18 различитих могућности смештаја са сопственом салом за тренинг, салоном и салом за састанке.
Прва међународна утакмица одиграна на преименованом терену одиграна је 9. августа 2016. године, када је Индија играла против Западне Индије у оквиру серије тестова од четири утакмице.
Стадион се такође користи за фудбалске утакмице и друге фудбалске догађаје.

## Локација
Терен за крикет се налази на североисточном крају туристичког насеља Родни Беј, отприлике 6 минута вожње од града Грос Иле на живописном аутопуту Кастри-Грос Ајлет. Стадион је близу стамбених енклава у Беаусејоур и Епог Беја.

## Објекти комплекса
Терен за крикет је познат по високостандардним објектима и сматра га од стране „Вест Индис крикет борда” стандардом за садашња и будућа слична места на Карибима. Његово поље, савршено је овално са бујним зеленилом. Такође је постао први међународни терен на Карибима који је добио рефлекторско осветљење са инсталацијом 6 рефлекторских торњева 2006. године, што је омогућило одржавање дневних/ноћних утакмица. У мају 2006. био је домаћин првог међународног дневног/ноћног ОДИ меча на Карибима када су се Западне Индије бориле против Зимбабвеа. Због неповољних временских разлика између Кариба и великих тржишта крикета на далеком истоку, међународни дневни/ноћни мечеви су били ретки.
Објекат има 18 угоститељских апартмана, стални капацитет седишта од 13.000 са седиштима типа букет који се може повећати на 20.000 за међународне утакмице. Ту су и два вештачка терена и два травњака за тренинг и загревање.